# 船塘镇
船塘镇，是中华人民共和国广东省河源市东源县下辖的一个乡镇级行政单位。

## 行政区划
船塘镇下辖以下地区：
船塘社区、黄沙社区、三河社区、凹头村、船塘村、李田村、老围村、铁坑村、许村、新寨村、流石村、龙岗村、岭头村、群丰村、车头村、黄沙村、小水村、青丰村、主固村、福坑村、三河村、竹楼村、积良村和石岗村。